# San Giorgio in Brenta
San Giorgio in Brenta is een plaats (frazione) in de Italiaanse gemeente Fontaniva.